# ألكسندر غولوبيف
ألكسندر غولوبيف (بالروسية: Голубев, Александр Валерьевич)‏ هو لاعب كرة قدم روسي في مركز الهجوم، ولد في 27 فبراير 1986 في أستراخان في روسيا. لعب مع FC Dynamo GTS Stavropol ‏.

## وصلات خارجية
- ألكسندر غولوبيف على موقع قاعدة بيانات كرة القدم.إي يو (الإنجليزية)
- ألكسندر غولوبيف على موقع Soccerway.com (الإنجليزية)